# Put Srebreničke povelje
Put Srebreničke povelje je planinarska transverzala u Bosni i Hercegovini. 
Vodi od Neuma, kroz Hutovo, Stolac, Mostar, na Velež (1969) i Prenj (2155), pored Boračkog jezera, Lukomir, na Bjelašnicu (2067), Igman - Hrasnički stan, kroz Sarajevo, Čavljak, Bijambare, preko Ozrena na Zvijezdu (1349), kroz Vareš, Bobovac, Pogar (1142), Maoču - Krivaju, preko Konjuha (1328) i Javorja (1200), Djedinsku planinu, kroz Drenik - Živinice, Tuzlu, Breške - Franjevački samostan, Zelenog kamena na Majevici, Operkovice, Okresanice (815), planinarskog doma Lipici, do Srebrenika. Na dionici Miljkovac - Široka ravan, prema Javorju, nalazi se rimska kaldrma, spomenik prve kategorije.

## Vanjske poveznice
- Planinarska transverzala "Put Srebreničke povelje"